# فرودگاه دریاچه لاکی

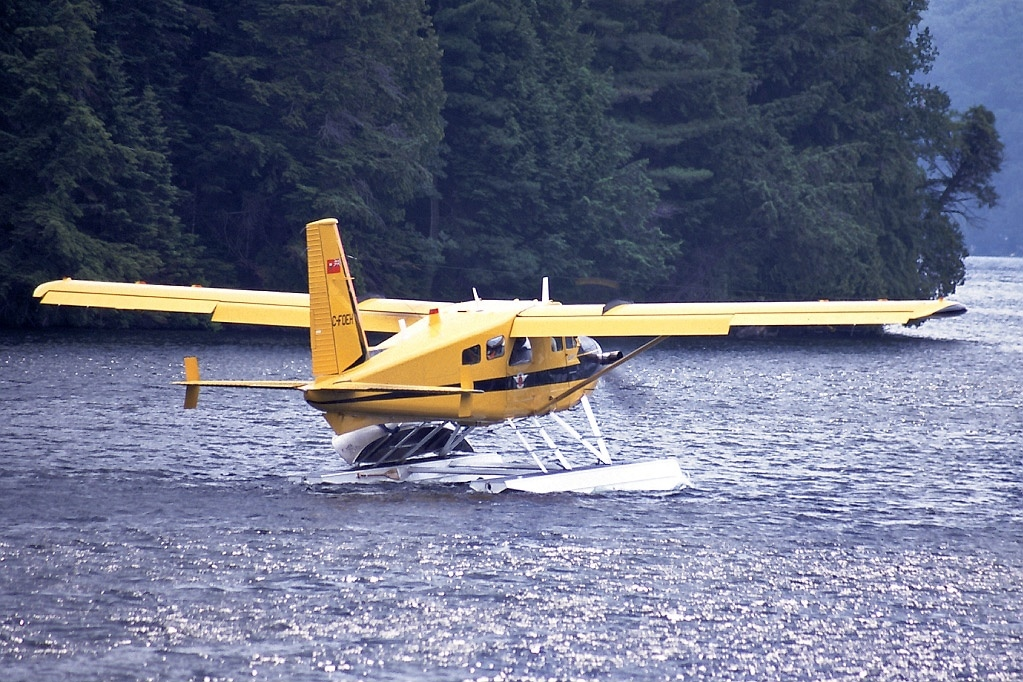
فرودگاه دریاچه لاکی

فرودگاه دریاچه لاکی (به انگلیسی: Lucky Lake Airport) یک فرودگاه همگانی است که یک باند فرود آسفالت دارد و طول باند آن ۹۱۸ متر است. این فرودگاه در کشور کانادا قرار دارد و در ارتفاع ۶۳۵ متری از سطح دریا واقع شده است.